# Un'altra vita un altro amore
Un'altra vita un altro amore è un album di Christian, pubblicato dalla PolyGram nel 1982.
Il produttore è Aldo Tirone, mentre il tecnico del suono è Gianni Prudente.

## Tracce
1. Un'altra vita un altro amore
2. Chissà perché
3. 'Na canzone
4. Per te
5. Mary
6. Com'eri bella tu
7. Daniela
8. Se te ne vai
9. Canzone mia
10. Due lacrime gelate
11. Non voglio perderti
12. Riproviamoci